# Matilde di Baviera (1313-1346)
Matilde di Baviera (dopo il 21 giugno 1313 – Meißen, 2 luglio 1346) è stata una principessa tedesca, margravia consorte di Meißen.

## Famiglia
Matilde era la figlia maggiore di Ludovico IV il Bavaro, imperatore del Sacro Romano Impero e della sua prima moglie Beatrice di Świdnica. Matilde era dunque un membro della dinastia Wittelsbach. I nonni paterni di Matilde erano Ludovico II, duca di Baviera e la sua terza moglie Matilde d'Asburgo. I suoi nonni materni erano Bolko I il Severo e sua moglie Beatrice di Brandeburgo. Aveva due fratelli, Luigi V, duca di Baviera e Stefano II, duca di Baviera. Matilde aveva anche due sorelle, Anna e Agnese, tuttavia entrambe morirono giovani, quindi Matilde era l'unica figlia sopravvissuta.
Nel 1322 la madre di Matilde morì, così suo padre si risposò con Margherita II, contessa di Hainault. Matilde ebbe così dieci fratellastri dalla sua matrigna, tra cui Ludovico VI il Romano, Guglielmo I, duca di Baviera, Ottone V, duca di Baviera, Alberto I d'Olanda, Agnese di Baviera e Beatrice di Baviera.

## Matrimonio e figli
Matilde sposò nel maggio 1323 a Norimberga Federico II, margravio di Meißen, figlio di Federico I, margravio di Meißen. Essi ebbero nove figli:
- Elisabetta (22 novembre 1329 - 21 aprile 1375), che sposò Federico V, burgravio di Norimberga;
- Federico (nato e morto nel 1330);
- Federico III il Rigoroso, langravio di Turingia e margravio di Meißen;
- Baldassarre,  langravio di Turingia e margravio di Meißen;
- Beatrice (1 settembre 1339-15 luglio 1399), suora a Weißenfels;
- Luigi (25 febbraio 1340-17 febbraio 1382), vescovo di Bamberga;
- Guglielmo il Guercio, margravio di Meißen;
- Anna (7 agosto 1345-22 marzo 1363), suora a Seußlitz;
- Clara (nata il 7 agosto 1345).

Dei nove figli nati da Federico e Matilde, sei sopravvissero all'infanzia. Matilde e Federico non riuscirono a vedere nessuno dei loro figli sopravvivere fino all'età adulta. Matilde morì a Meißen il 2 luglio 1346, all'età di trentatré anni. Suo marito morì tre anni dopo, nel 1349, all'età di trentotto anni.

## Ascendenza
|                            |                       |                         | Genitori                |  |  | Nonni |  |  | Bisnonni             |  |  | Trisnonni             |  |
|                            |                       |                         |                         |  |  |       |  |  | Ottone II di Baviera |  |  | Ludovico I di Baviera |  |
|                            |                       |                         |                         |  |  |       |  |  | Ottone II di Baviera |  |  | Ludovico I di Baviera |  |
|                            |                       | Ludmilla di Boemia      |                         |  |  |       |  |  | Ottone II di Baviera |  |  |                       |  |
| Ludovico II del Palatinato |                       |                         |                         |  |  |       |  |  | Ottone II di Baviera |  |  |                       |  |
|                            |                       | Agnese del Palatinato   | Enrico V del Palatinato |  |  |       |  |  |                      |  |  |                       |  |
|                            |                       | Agnese del Palatinato   | Enrico V del Palatinato |  |  |       |  |  |                      |  |  |                       |  |
|                            |                       | Agnese del Palatinato   | Agnes di Hohenstaufen   |  |  |       |  |  |                      |  |  |                       |  |
| Ludovico il Bavaro         |                       | Agnese del Palatinato   |                         |  |  |       |  |  |                      |  |  |                       |  |
|                            |                       | Rodolfo I d'Asburgo     | Alberto IV il Saggio    |  |  |       |  |  |                      |  |  |                       |  |
|                            |                       | Rodolfo I d'Asburgo     | Alberto IV il Saggio    |  |  |       |  |  |                      |  |  |                       |  |
|                            |                       | Rodolfo I d'Asburgo     | Hedwig di Kyburg        |  |  |       |  |  |                      |  |  |                       |  |
| Matilde d'Asburgo          |                       | Rodolfo I d'Asburgo     |                         |  |  |       |  |  |                      |  |  |                       |  |
|                            |                       | Gertrude di Hohenberg   | Burcardo V di Hohenberg |  |  |       |  |  |                      |  |  |                       |  |
|                            |                       | Gertrude di Hohenberg   | Burcardo V di Hohenberg |  |  |       |  |  |                      |  |  |                       |  |
|                            |                       | Gertrude di Hohenberg   | Matilde di Tubinga      |  |  |       |  |  |                      |  |  |                       |  |
| Matilde di Baviera         |                       | Gertrude di Hohenberg   |                         |  |  |       |  |  |                      |  |  |                       |  |
|                            | Boleslao II di Slesia | Enrico II il Pio        |                         |  |  |       |  |  |                      |  |  |                       |  |
|                            | Boleslao II di Slesia | Enrico II il Pio        |                         |  |  |       |  |  |                      |  |  |                       |  |
|                            | Boleslao II di Slesia | Anna di Boemia          |                         |  |  |       |  |  |                      |  |  |                       |  |
| Bolko I di Świdnica        | Boleslao II di Slesia |                         |                         |  |  |       |  |  |                      |  |  |                       |  |
|                            |                       | Edvige di Anhalt        | Enrico I di Anhalt      |  |  |       |  |  |                      |  |  |                       |  |
|                            |                       | Edvige di Anhalt        | Enrico I di Anhalt      |  |  |       |  |  |                      |  |  |                       |  |
|                            |                       | Edvige di Anhalt        | …                       |  |  |       |  |  |                      |  |  |                       |  |
| Beatrice di Slesia-Glogau  |                       | Edvige di Anhalt        |                         |  |  |       |  |  |                      |  |  |                       |  |
|                            |                       | Ottone V di Brandeburgo | …                       |  |  |       |  |  |                      |  |  |                       |  |
|                            |                       | Ottone V di Brandeburgo | …                       |  |  |       |  |  |                      |  |  |                       |  |
|                            |                       | Ottone V di Brandeburgo | …                       |  |  |       |  |  |                      |  |  |                       |  |
| Beatrice di Brandeburgo    |                       | Ottone V di Brandeburgo |                         |  |  |       |  |  |                      |  |  |                       |  |
|                            |                       | …                       | …                       |  |  |       |  |  |                      |  |  |                       |  |
|                            |                       | …                       | …                       |  |  |       |  |  |                      |  |  |                       |  |
|                            |                       | …                       | …                       |  |  |       |  |  |                      |  |  |                       |  |
|                            |                       | …                       |                         |  |  |       |  |  |                      |  |  |                       |  |